# Авдеево (Западнодвинский район)
Авдеево — деревня в Западнодвинском районе Тверской области. Входит в состав Западнодвинского сельского поселения.

## География
Деревня расположена в северо-восточной части района, в 1 км от границы с Нелидовским. Расстояние до города Западная Двина составляет 21 км. Ближайший населённый пункт — деревня Хлюсты.

## История
На топографической карте Фёдора Шуберта 1867 — 1901 годов обозначена деревня Авдеева. Имела 4 двора.
На карте РККА 1923—1941 годов обозначена деревня Авдеева. Имела 7 дворов.
До 2005 года деревня входила в состав упразднённого в настоящее время Баевского сельского округа, с 2005 — в составе Западнодвинского сельского поселения.

## Население
| 2010 |
| ---- |
| 0    |

Согласно результатам переписи 2002 года, постоянное население деревни также отсутствовало.